# Helobdella transversa
Helobdella transversa är en ringmaskart som beskrevs av Sawyer 1972. Helobdella transversa ingår i släktet Helobdella och familjen broskiglar. Inga underarter finns listade i Catalogue of Life.